# Castelo de Rivau

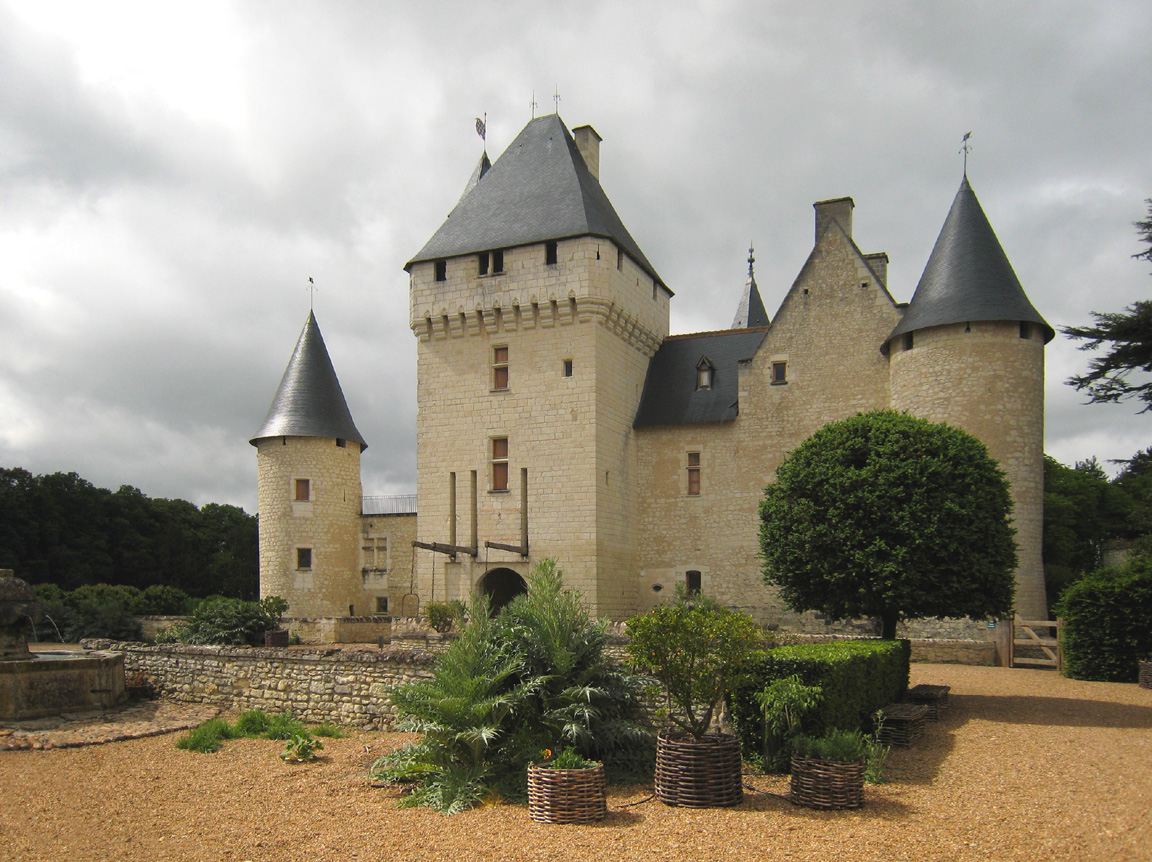
Fachada do Castelo de Rivau, França

O Castelo de Rivau (em francês: Château du Rivau) é um palácio fortificado da região do Touraine, em França. O castelo foi fortificado no século XV e depois humanizado no Renascimento, sendo ao mesmo tempo uma fortaleza impenetrável e um lugar de vida agradável. Está situado no território da comuna de Lémeré, departamento de Indre-et-Loire, a 10 minutos de carro de Chinon pela estrada D749.
Rabelais, na sua obra Gargântua, faz doação do Castelo de Rivau ao capitão Tolmère em recompensa pelas suas vitórias aquando das guerras picrocholinas.
O Castelo de Rivau está classificado como Monumento Nacional desde Julho de 1918.

## História

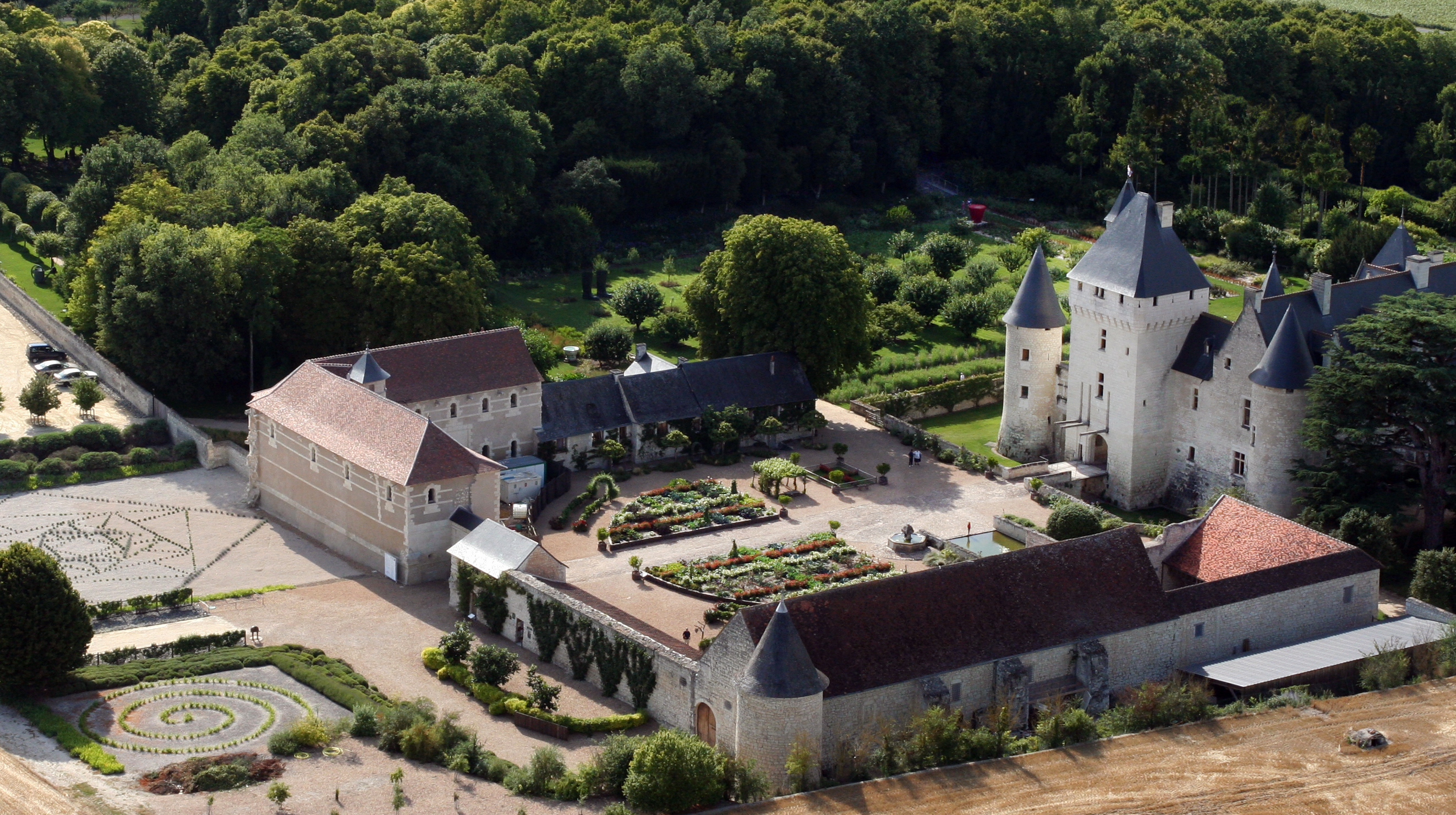
Vista aérea do Château du Rivau

As terras onde se situa o castelo haviam estado desde o século XI nas mãos dos Beauvau, uma família aparentada com os Condes de Anjou. No século XIII, a família entrou ao serviço dos reis de França e muitos dos seus membros deram a vida pelo Reino. Em 1438, através do casamento de Isabelle de Beauvau com João II de Bourbon, os Beauvau acabaram mesmo por ter uma ligação com a família real.
Quando Pierre de Beauvau, camareiro de Carlos VII, casou em 1438 com Anne de Fontenay, trouxe o Castelo de Rivau como dote para o casamento. Em 1442, o camareiro recebeu permissão para fortificar o castelo. Em 1510, o seu sucessor, François de Beauvau, castelão de Rivau e primeiro escudeiro do rei Francisco I, mandou construir uns estábulos monumentais nas dependências do pátio, os quais forneceriam os seus garanhões ao rei. No século XVII, os garanhões de Rivau tornaram-se nos mais importantes do Touraine. Já em 1429, no final da Guerra dos Cem Anos, Joana d'Arc e os seus seguidores vieram buscar cavalos a Le Rivau para a luta contra o cerco de Orleães pelos ingleses. Com efeito, Le Rivau já era na época um lugar reconhecido pela qualidade dos seus apetrechos e cavalos de guerra.
No século XVII, por influência externa do Renascimento, o edifício não era exactamente nem um palácio nem uma fortaleza. As demolições de Richelieu, que não tolerava edifícios majestosos nas proximidades do seu castelo, só pouparam Le Riveu porque a irmão do cardeal tinha casado com Jean de Beauvau. No final do século XVII, a família Beauvau deixou o Touraine e mudou-se para a Lorena. Le Rivau tinha estado na sua posse ao longo de 247 anos.

## Restauro
A partir de 1992, os novos proprietários empreenderam uma importante de renovação para prevenir a decadência do castelo e dos estábulos e para lhe devolver o seu brilho de antigamente. Numa campanha de restauro que durou dez anos, a construção transformou-se de novo numa fortificação medieval com fosso dreando, ponte levadiça, mata-cães e seteiras.
O interior do palácio pode ser alcançado a partir do pátio por uma escada em espiral. À entrada pode ler-se o lema da família Beauvau: Beauvau sans départir. Os barrotes principais do edifício medem 80 por 60 centímetros e têm, portanto, um corte transversal maior que as de qualquer outro castelo do Loire. Foram necessárias árvores com 300 anos de idade quando foram abatidas.
O grande salão está pavimentado com pedras do Touraine. As janelas da fachada oeste foram ampliadas no Renascimento. Foi possível preservar a decoração original com folhas de videira.
Hoje, o Riveau, classificado como monumento histórico, atrai os visitantes pela sua história mas sobretudo pelos seus maravilhosos jardins de contos de fadas.

## Jardins de contos de fadas

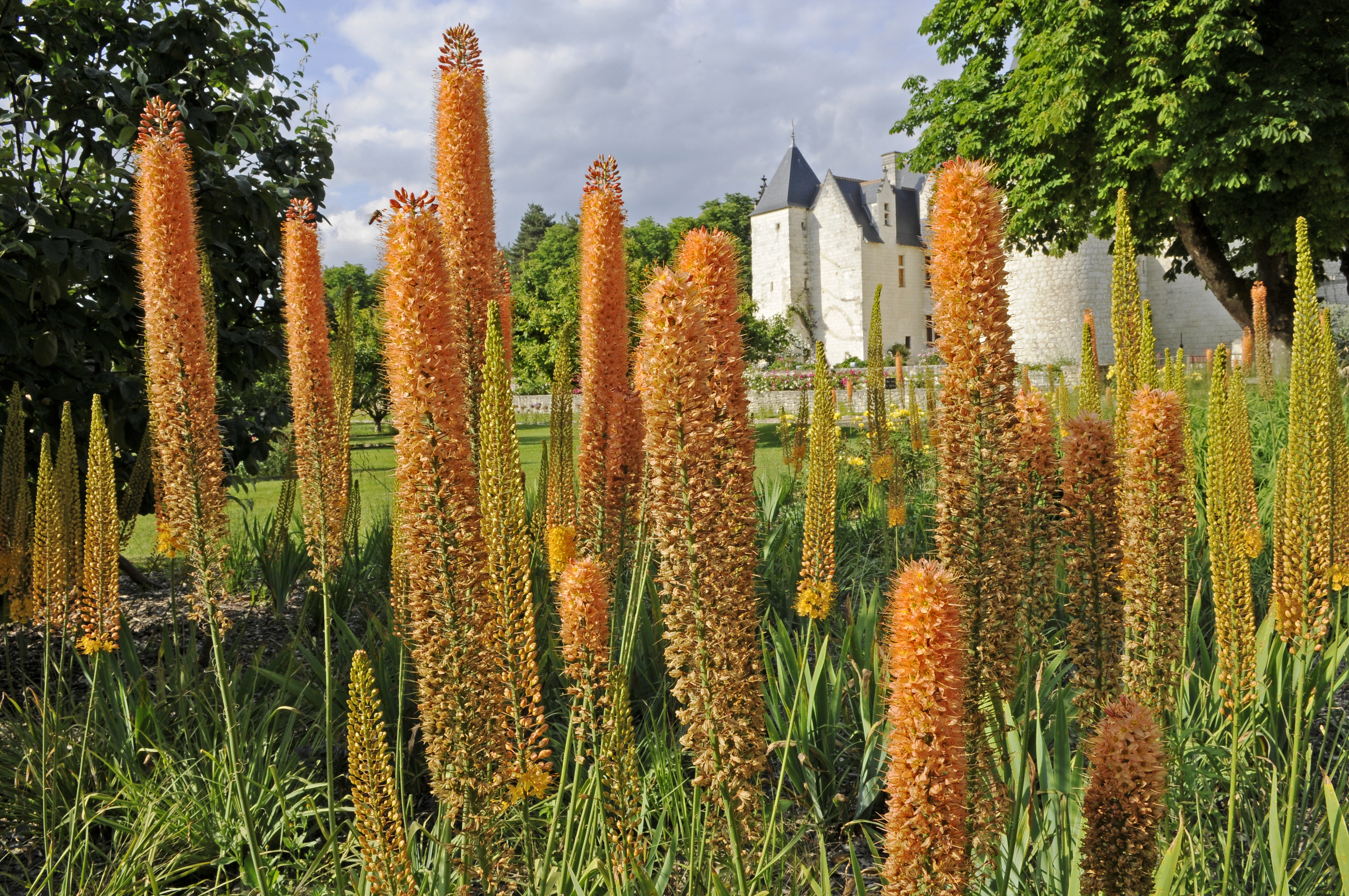
Château du Rivau

O Vale do Loire também é conhecido por seus jardins : jardins francêses de Villandry e jardins contemporâneos como os de Rivau.
Com efeito, os quatorze jardins do Castelo de Rivau de design recente, reconhecidos pelo Ministério da Cultura como "jardins notáveis", evocam um mundo maravilhoso e fantástico para o grande prazer dos visitantes. Está ali presente a arte medieval de jardinagem, enquanto exposições temporárias e permanentes exibem arte contemporânea.
Existem quatorze jardins temáticos: o jardim dos nós de lavanda, a horta de Gargantua, a florista encantada, o labirinto de Alice no país do Rivau, a florista enamorada, a Cassinina, a trufeira, a via dos cheiros, a horta do paraíso, o jardim dos poções de amor, o jardim secreto e por fim, o jardim da princesa Rapunzel. São realmente fabulosos e quem os visita semte-se num conto de fadas, lembrando mitos e lendas da literatura e do folclore. Os visitantes podem andar por caminhos de anões, de gigantes, de fadas boas e de figuras míticas.
Os jardins do Castelo de Rivau também alegram os botânicos pela colecção de mais de 500 rosas, obtidas por criadores como David Austin e André Eve, e pelas suas plantas raras, num ambiente ainda muito contemporâneo graças às esculturas e às exposições de artistas vivos.
Podem citar-se, por exemplo, obras de Fabien Verschaere, Cat Loray, Jerôme Basserode Frans Krajcberg ou Philippe Ramette apresentadas nos jardins do Rivau.

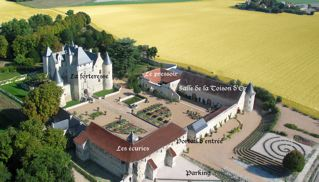
Vista do castelo no Verão
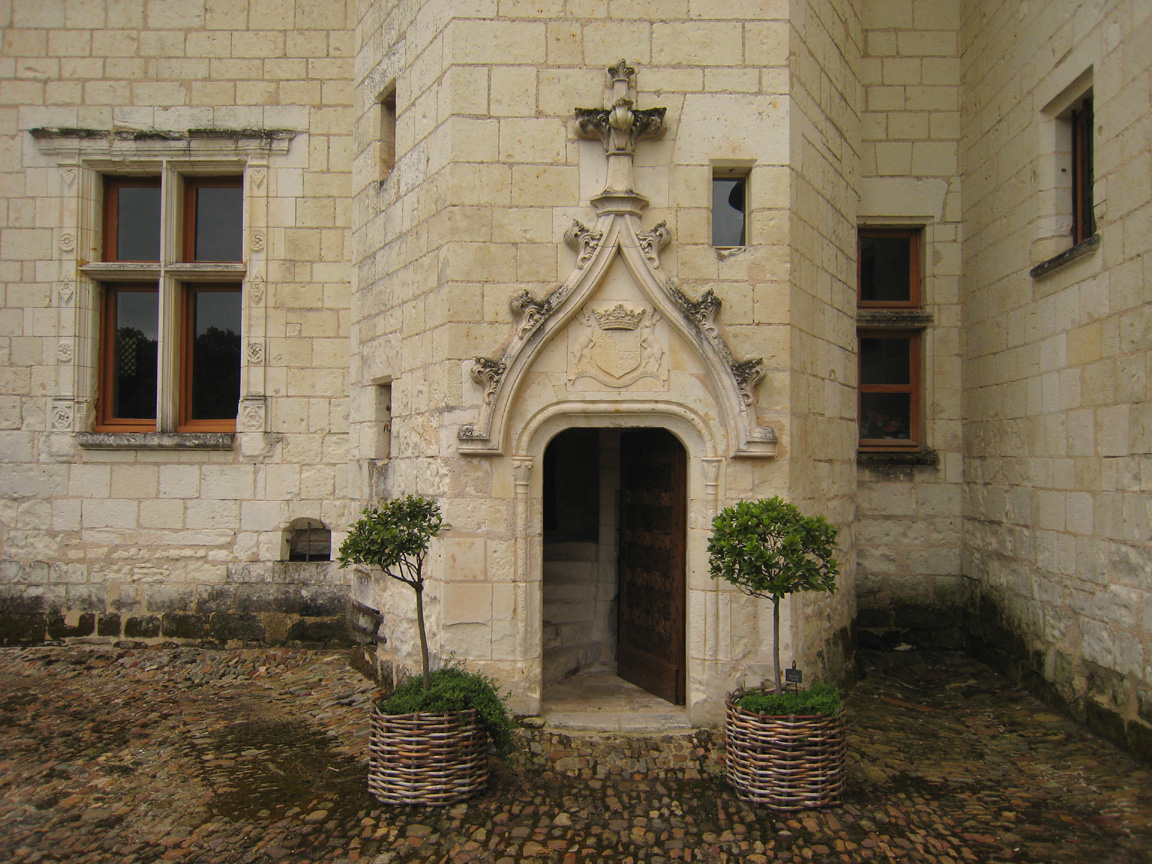
Entrada do castelo
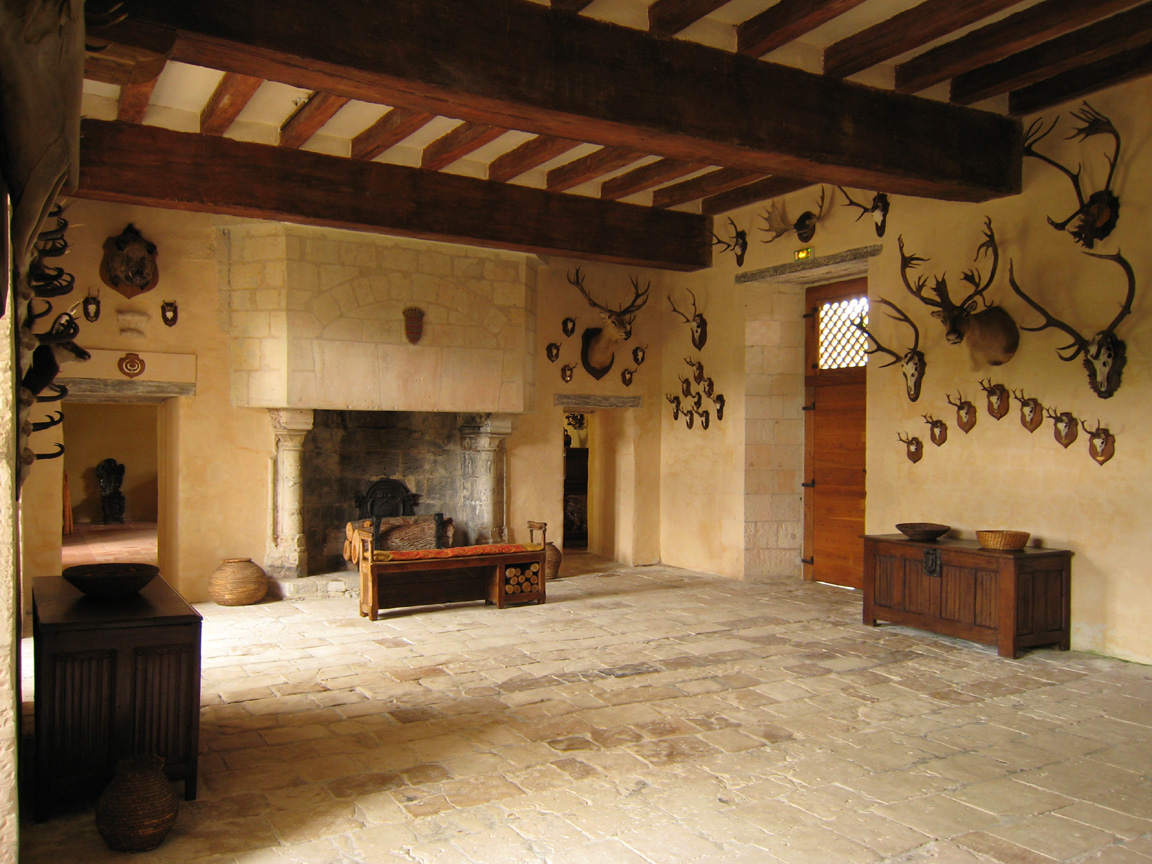
Grande sala
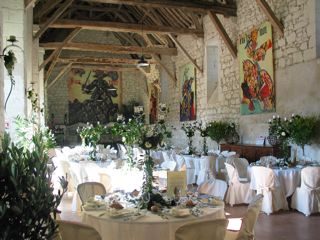
Sala do Tosão de Ouro